# Barrios x Memoria y Justicia

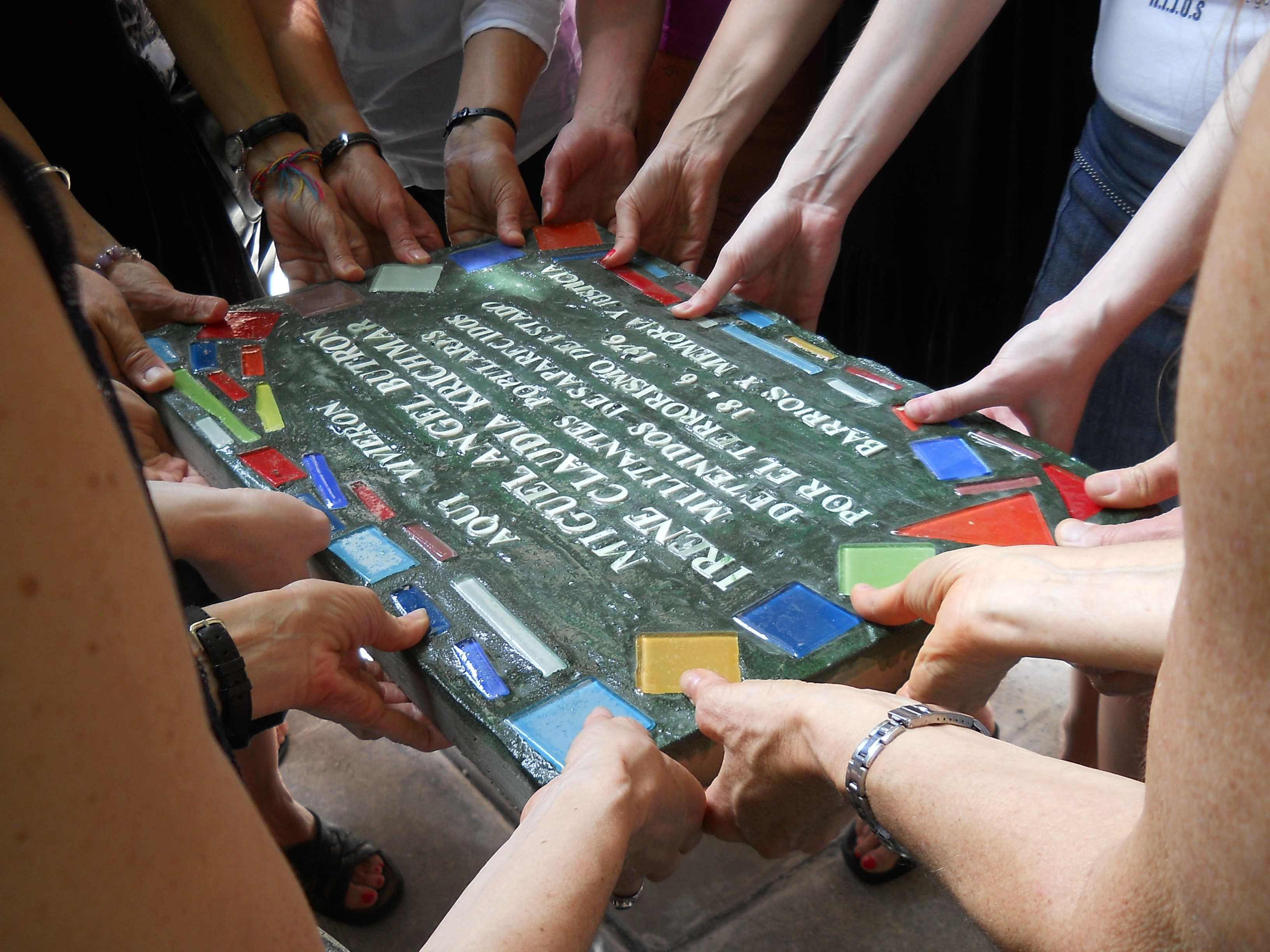
Una de las baldosas colocadas por Barrios x Memoria y Justicia en la Ciudad de Buenos Aires. En este caso, en homenaje a Irene Krichmar y a Miguel Ángel Butron, desaparecidos en la vía pública el 18/6/1976. Tenían 21 y 28 años. La baldosa fue colocada el 27/11/2011 en el lugar donde vivieron.

Barrios x Memoria y Justicia es una organización creada a finales de 2005 para visibilizar en sus barrios a militantes populares detenidos-desaparecidos o asesinados por el terrorismo de Estado antes y durante la última dictadura cívico-militar en Argentina. En la Ciudad de Buenos Aires y en el país, con más de 1200 baldosas, recuerdan a quienes transitaron esas veredas.

## Historia
Desde finales de 2005 la organización Barrios x Memoria y Justicia reconstruye historias de vida de los detenidos-desaparecidos o asesinados en sus barrios y deja una marca de su existencia en las veredas que ellos transitaron. La hechura y colocación de baldosas materializa su memoria y permite socializar sentimientos personales para convertirlos en significantes públicos y colectivos.

### Primeras experiencias
La primera actividad que llevó a cabo esta organización fue el día 2 de diciembre de 2005 en la vereda de la Iglesia Santa Cruz, en la Ciudad Autónoma de Buenos Aires, donde se colocó una baldosa en memoria de las doce personas ahí secuestradas y desaparecidas el 8 de diciembre de 1977. Esta actividad y los sucesivos actos que la Coordinadora Barrios x Memoria y Justicia realizare por esta causa, fueron declarados de Interés por la Legislatura de la Ciudad Autónoma de Buenos Aires -Declaración 439 Expediente 2828-D-2005, publicado en Página Legislatura el 1/12/2005- y por la Cámara de Diputados de la Nación - Orden del Día N° 444, Expediente 1714-D-2008 de la Comisión de DDHH y Garantías, impreso el día 19/6/2008-.
La actividad partió de los listados provenientes del Registro Unificado de Víctimas del Terrorismo de Estado de la Secretaría de Derechos Humanos y Pluralismo Cultural del Ministerio de Justicia y Derechos Humanos, y de investigaciones y aportes de familiares, vecinos y compañeros de los homenajeados.
El 23 de marzo de 2006, con motivo de la conmemoración de los 30 años del golpe de Estado de 1976,  en distintos barrios de la Ciudad Autónoma de Buenos Aires se realizó la colocación simultánea de láminas auto-adhesivas en las veredas recorridas por los vecinos, marcando los lugares donde luego se colocarían las baldosas definitivas.
El espacio de homenaje se fue ampliando a ciudades y localidades de la provincia de Buenos Aires como Mercedes, Lanús, Castelar, Juan José Paso  o Marcos Paz, Morón, Escobar. Y a otras provincias del país como Jujuy, La Rioja o Santa Fe.

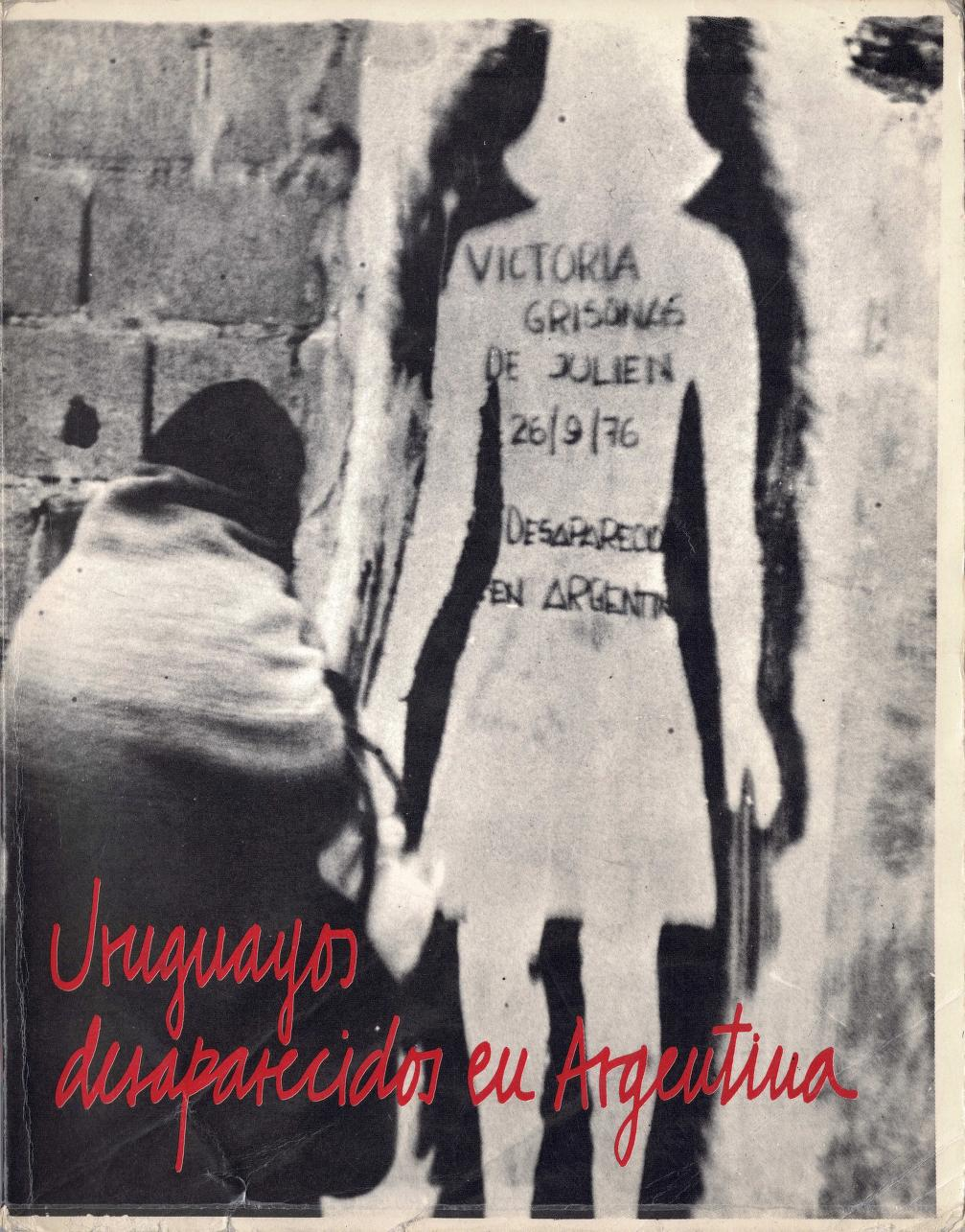
Madres y Familiares de detenidos desaparecidos - 1985. Uruguayos desaparecidos en Argentina.

## Proyectos

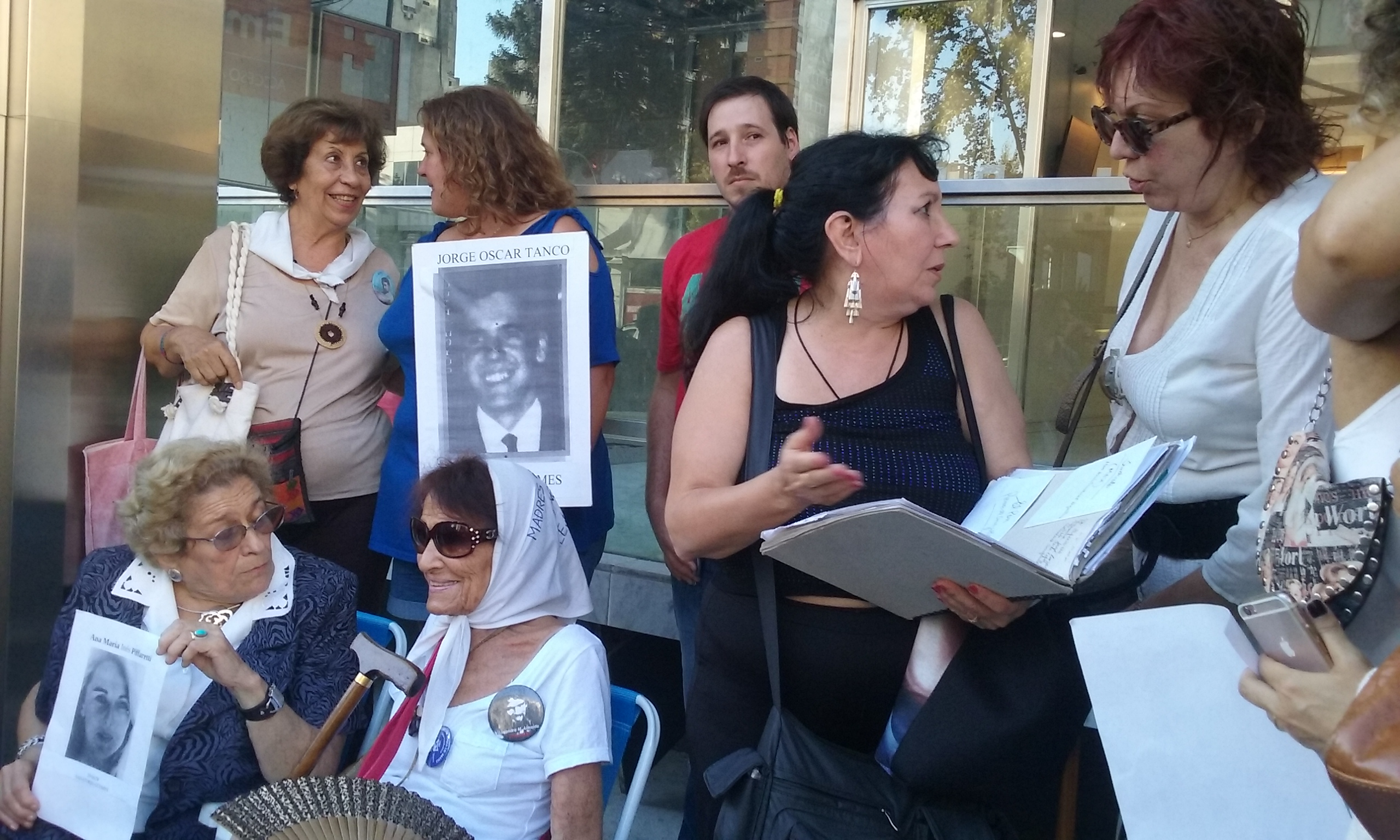
Colocación de Baldosas en Sanatorio Güemes

Cada baldosa tiene su propia historia de fabricación: a veces son militantes, familiares, docentes o estudiantes, entre otros, quienes la piden y eso implica un proceso de elaboración distinto y único para cada una de ellas. Cuando se colocan en instituciones, el conjunto de la comunidad participa activamente de su realización, como en las baldosas realizadas con los nombres de sus exalumnos detenidos desaparecidos o asesinados en el Colegio Nicolás Avellaneda, en el Colegio Nacional de Buenos Aires, en la Escuela de Comercio Carlos Pellegrini  o en la Escuela Nacional de Bellas Artes Manuel Belgrano.
Las baldosas responden a un modelo consensuado por los distintos barrios. El texto reivindica a los “militantes populares”, consigna su condición: detención-desaparición o asesinato y designa como “terrorismo de Estado” a los perpetradores. Las baldosas marcan el territorio que los vecinos transitan diariamente y dan dimensión de la amplitud del horror.
Distintos colores transforman la marca siniestra infligida por el terrorismo de Estado al barrio en actos creativos al servicio de la memoria colectiva. Cada baldosa convoca a una memoria colectiva que trace un puente entre distintas generaciones al servicio del presente y del futuro. Que sea un vehículo para que circule la palabra, para reelaborar nuestra historia, para generar preguntas. Las baldosas son, para Barrios x Memoria y Justicia, “su forma de hacer que el Nunca Más supere una expresión de deseos”.

## Publicaciones

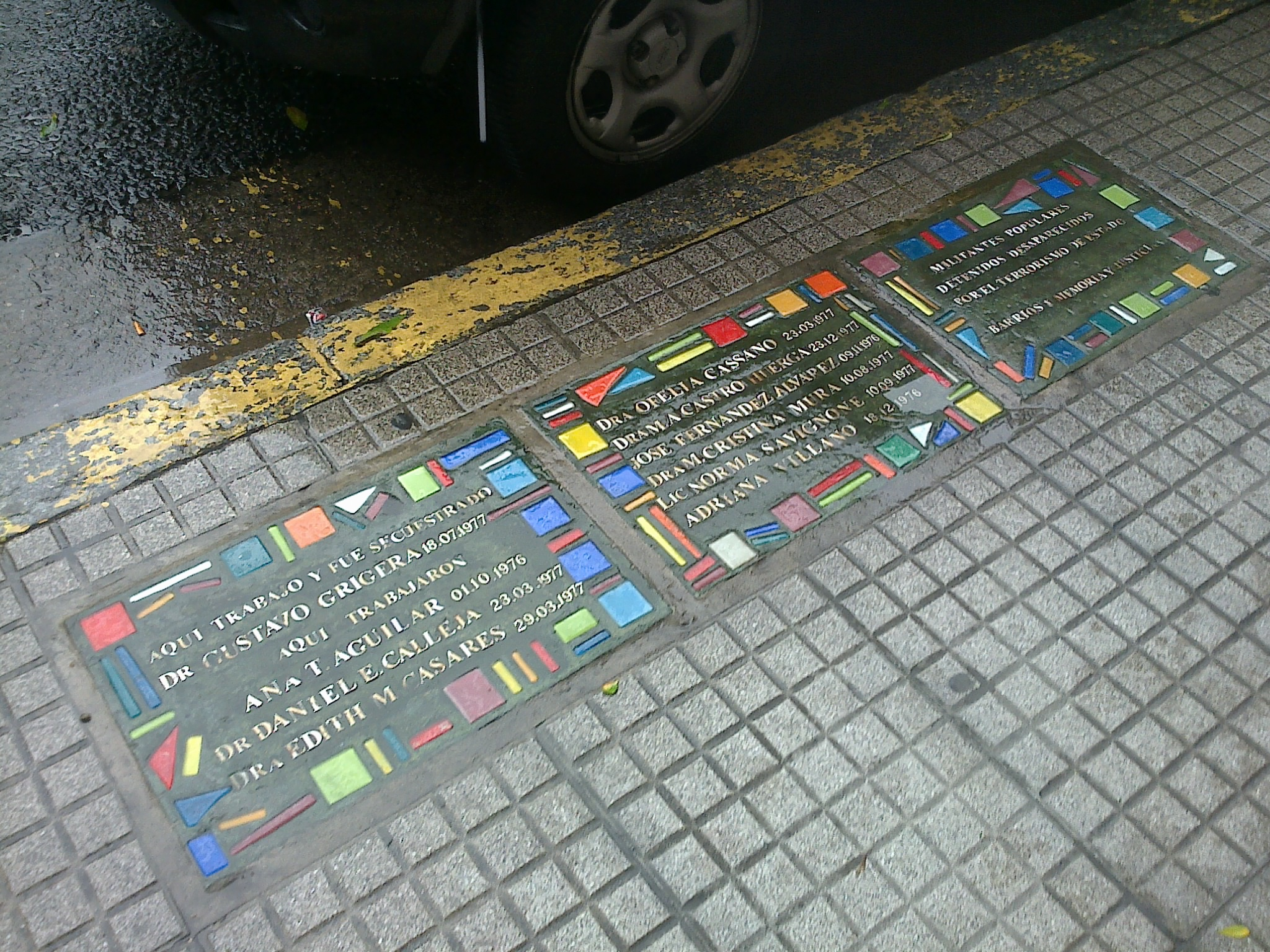
Baldosas Hospital Italiano

La organización Barrios x Memoria y Justicia produjo tres libros, Baldosas x la Memoria I, II y III, editados por el Instituto Espacio para la Memoria en los años 2008, 2010 y 2013. En el primero se hallan volcadas las historias de vida y actividades de los barrios de la Ciudad Autónoma de Buenos Aires Almagro - Balvanera, Chacarita – Colegiales, Liniers – Mataderos –Villa Luro, Palermo, Pompeya, San Cristóbal, San Temo – La Boca, Villa Soldati – Villa Lugano – Villa Celina y del Hospital Posadas. En el segundo, los barrios Almagro – Balvanera, Pompeya, San Cristóbal y San Telmo – La Boca. El tercer libro  cuenta con el material aportado por las comisiones de Almagro, Chacarita – Colegiales, Palermo, Villa Crespo y de las localidades Lomas de Zamora, Morón y Zona Norte del Gran Buenos Aires.
En la película Calles de la memoria su directora, Carmen Guarini, sigue la realización y colocación de baldosas que recuerdan a los desaparecidos de la dictadura y que la organización Barrios x Memoria y Justicia lleva adelante. La misma fue estrenada el 4 de julio de 2013.